# Oostenrijkse Herdenkingsdienst
De Oostenrijkse Herdenkingsdienst is een vorm van vervangende dienstplicht in Oostenrijk.
In 1991 werd de Holocaust Herdenkingsdienst als alternatief voor de militaire dienst toegelaten, en daarmee volgend ontstond een onafhankelijke organisatie, die grotendeels wordt gefinancierd door het Ministerie van Binnenlandse Zaken.
De intentie van de Holocaust Herdenkingsdienst is de "bekentenis van medeschuld door Oostenrijk aan de Holocaust te betonen en onze verantwoording bewust te maken, voor een 'nooit meer' te strijden". (uit de toespraak van de Oud-bondskanselier van Oostenrijk Franz Vranitzky, in Jeruzalem op 3 juni 1993).

## Gebruik
De Oostenrijkse Herdenkingsdienst is een wereldwijd netwerk voor Holocaust herdenkingsplaatsen en musea, die hulp in hun archieven, bibliotheken, enz. willen hebben van vrijwilligers. Sinds 1992 hebben meer dan 100 mensen de herdenkingsdienst doorlopen, in plaats van de militaire dienstplicht te vervullen.

## Werkgelegenheid-plaats
Bulgarije
- Sofia - Schalom – Organisatie van de Joden in Bulgarije

 Canada
- Montreal - Holocaust Memorial Centre
- Montreal - Kleinmann Family Foundation

 China
- Shanghai - Center of Jewish Studies

 Duitsland
- Berlijn - Jüdisches Museum Berlin
- Moringen - KZ-herdenkings plaats in Torhaus Moringen

 Frankrijk
- Oradour - Centre de la Mémoire d'Oradour
- Parijs - La Fondation pour la Mémoire de la Déportation

 Hongarije
- Boedapest - Europees centrum voor de rechten van Rome

 Israël
- Jeruzalem - Yad Vashem

 Italië
- Como - Istituto di Storia Contemporanea "Pier Amato Perretta"(ISC)
- Milaan - Centro Di Documentazione Ebraica Contemporanea
- Prato - Museo della Deportazione

 Polen
- Krakau - Polska Akcja Humanitarna
- Krakau - Centrum voor Joodse cultuur
- Auschwitz - Auschwitz Jewish Center

 Verenigd Koninkrijk
- Londen - The National Yad Vashem Charitable Trust
- Londen - Institute of Contempory History and Wiener Library

 Verenigde Staten
- Detroit - Holocaust Memorial Center
- Houston - Holocaust Museum Houston
- Los Angeles - Simon Wiesenthal Center
- Los Angeles - Survivors of the Shoah Visual History Foundation
- New York - Museum of Jewish Heritage
- Reno - Center for Holocaust, Genocide & Peace Studies
- Richmond - Virginia Holocaust Museum
- San Francisco - Holocaust Center of Northern California
- Saint Petersburg - The Florida Holocaust Museum